# Pinnath Gelin
Pinnath Gelin (que significa «colinas verdes» en sindarin) es un lugar ficticio que pertenece al legendarium creado por el escritor británico J. R. R. Tolkien y que aparece en su novela El Señor de los Anillos. Era una cadena de colinas situada en la parte oeste del reino de Gondor, entre las Ered Nimrais (al norte) y la región de Anfalas (al sur). 
A finales de la Tercera Edad del Sol, durante la Guerra del Anillo, Pinnath Gelin estaba gobernado por Hirluin el Hermoso, quien acudió con trescientos hombres a la batalla de los Campos del Pelennor y en la cual murió.

Hirluin el Hermoso, venido de las Colinas Verdes de Pinnath Gelin con trescientos guerreros apuestos, vestidos de verde.
«Minas Tirith», en El Señor de los Anillos de J. R. R. Tolkien.